# Konterfejare
Konterfejare är en gammal yrkesbeteckning för porträttmålare som härstammar från tiden med skråsystemet. Ursprunget är det franska ordet contrefait som betyder eftergjort eller avbildat. Exempel på konstnärer som haft titeln konterfejare är David Klöcker Ehrenstrahl, hans elev David von Krafft och dennes elev Gustaf Lundberg.